# Hofanlage Viehländer Straße 10
Die Hofanlage Viehländer Straße 10 in der niedersächsischen Gemeinde Worpswede, Ortsteil Waakhausen/Viehland, wurde am Anfang des 19. Jahrhunderts gebaut. Aktuell (2025) werden die Gebäude zum Wohnen und gewerblich genutzt.
Die Gebäude stehen unter Denkmalschutz.

## Geschichte und Beschreibung
Worpswede im Teufelsmoor wurde 1218 erstmals als Besitz des Klosters Osterholz erwähnt. Waakhausen wurde 1218 bereits erwähnt, teils wieder aufgegeben und wohl im 16. Jh. wieder besiedelt.
Die Hofanlage besteht u. a. aus
- dem eingeschossigen giebelständigen Wohn- und Wirtschaftsgebäude von um 1810 als Vierständer-Hallenhaus in Fachwerk mit Steinausfachungen, mit ziegelgedecktem Krüppelwalmdach, mit Uhlenloch und Grooter Door mit Korbbogen, 1927 wurde das Haus saniert,[2]
- der giebelständigen eingeschossigen Scheune von um 1890 in vertikal verbrettertem Fachwerk, ziegelgedecktem Satteldach und zwei Querdurchfahrten.[3]

Das Landesdenkmalamt befand u. a.: „… ortsgeschichtlicher, gebäudetypischer, straßen-, orts- und hofbildprägender Zeugniswert … .“